# Abraham Herz
Abraham Herz (geb. 1798; gest. 1876) war ein Angehöriger der jüdischen Gemeinde in Hochberg und der erste jüdische Gemeinderat in Württemberg.

## Abraham Herz und die ersten jüdischen Amtsträger in Württemberg
Abraham Herz wurde am 31. Dezember 1845 in Hochberg als Gemeindepfleger vereidigt und war damit der erste jüdische Gemeinderat in Württemberg. Diese Information stammt aus der „Beschreibung des Oberamts Waiblingen“ von 1850.

## Debatte um den ersten jüdischen Amtsträger

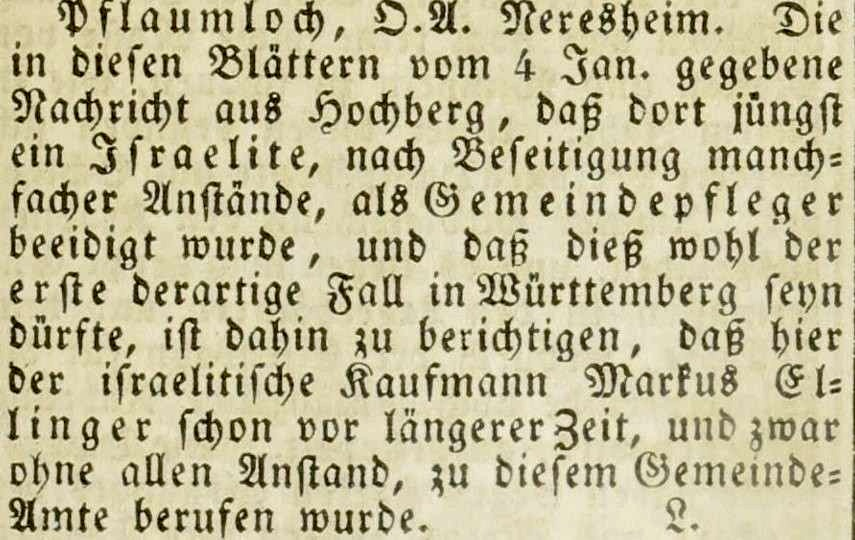
Artikel zu erstem israelitischen/jüdischen Gemeinderat in Württemberg.

Eine Notiz im „Schwäbischen Merkur“ vom 4. Januar 1846 bezeichnete Hochberg als ersten Ort mit einem jüdischen Gemeindeamt. Zwischenzeitlich übernahm er ebenfalls das Amt des Gemeindepflegers, welches er aber auf Grund mangelnder Zeit wieder ablegte. In einer späteren Korrektur wird jedoch Markus Ellinger erwähnt, welcher zuvor in Pflaumloch Gemeindepfleger war – allerdings nur im Bürgerausschuss, nicht im Gemeinderat. Die Klarstellung in der „Allgemeinen Zeitung des Judentums“ vom 14. September 1846 bestätigte schließlich, dass Ellinger kein Gemeinderatsmitglied war. Zudem wurde berichtet, dass Gottlieb Moses Dessauer in den 1830er Jahren in Unterschwandorf als „Judenschultheiß“ amtierte, wobei unklar bleibt, ob er offizieller Bürgermeister war.
Da Ellinger nicht dem Gemeinderat angehörte und Dessauer wohl nur Vorsteher der jüdischen Gemeinde war, bleibt Abraham Herz der erste nachweisliche jüdische Gemeinderat in Württemberg. Er wurde seiner Zeit, bis zu seinem Wegzug nach Karlsruhe im Sommer 1870 immer wieder gewählt.

## Ehrung durch Straßenbenennung „Abraham-Herz-Straße“

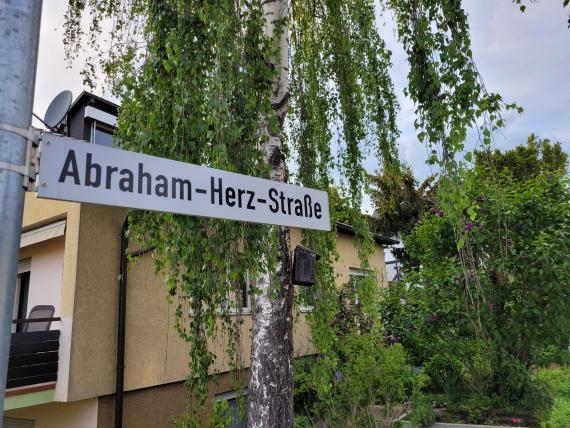
Abraham-Herz-Straße in Remseck-Hochberg

2018 beschloss der Remsecker Gemeinderat einstimmig, eine Straße im Neubaugebiet „Nördlich Brunnenstraße“ in Remseck-Hochberg nach Abraham Herz zu benennen. Dies war die erste Würdigung der jüdischen Gemeinde Hochbergs durch einen Straßennamen. Herz war von 1845 bis 1870 Mitglied im Hochberger Gemeinderat. Als Viehhändler und Militärlieferant erlangte er Wohlstand und besaß ein Haus in der Hauptstraße 18. 1870 zog er mit seiner Frau Zierle Herz (geb. Falk) nach Karlsruhe, wo er als Privatier lebte und 1876 verstarb. Sowohl Abraham Herz, als auch seine Frau liegen auf dem Karlsruher Alten Friedhof in der Kriegsstraße begraben.